# فلورینل کومان
فلورینل کومان (انگلیسی: Florinel Coman؛ زادهٔ ۱۰ آوریل ۱۹۹۸) بازیکن فوتبال اهل رومانی است.
از باشگاه‌هایی که در آن بازی کرده‌است می‌توان به باشگاه فوتبال استوا بخارست و باشگاه فوتبال ویتورول کنستانتسا اشاره کرد.
وی همچنین در تیم‌های ملی فوتبال زیر ۱۷ سال رومانی، زیر ۲۱ سال رومانی، و رومانی بازی کرده‌است.